# Castel Porcia
Castel Porcia (in tedesco Schloss Porcia) si trova nel comune austriaco di Spittal an der Drau nell'omonimo distretto appartenente al Land della Carinzia e la sua storia inizia nel XVI secolo.

## Storia

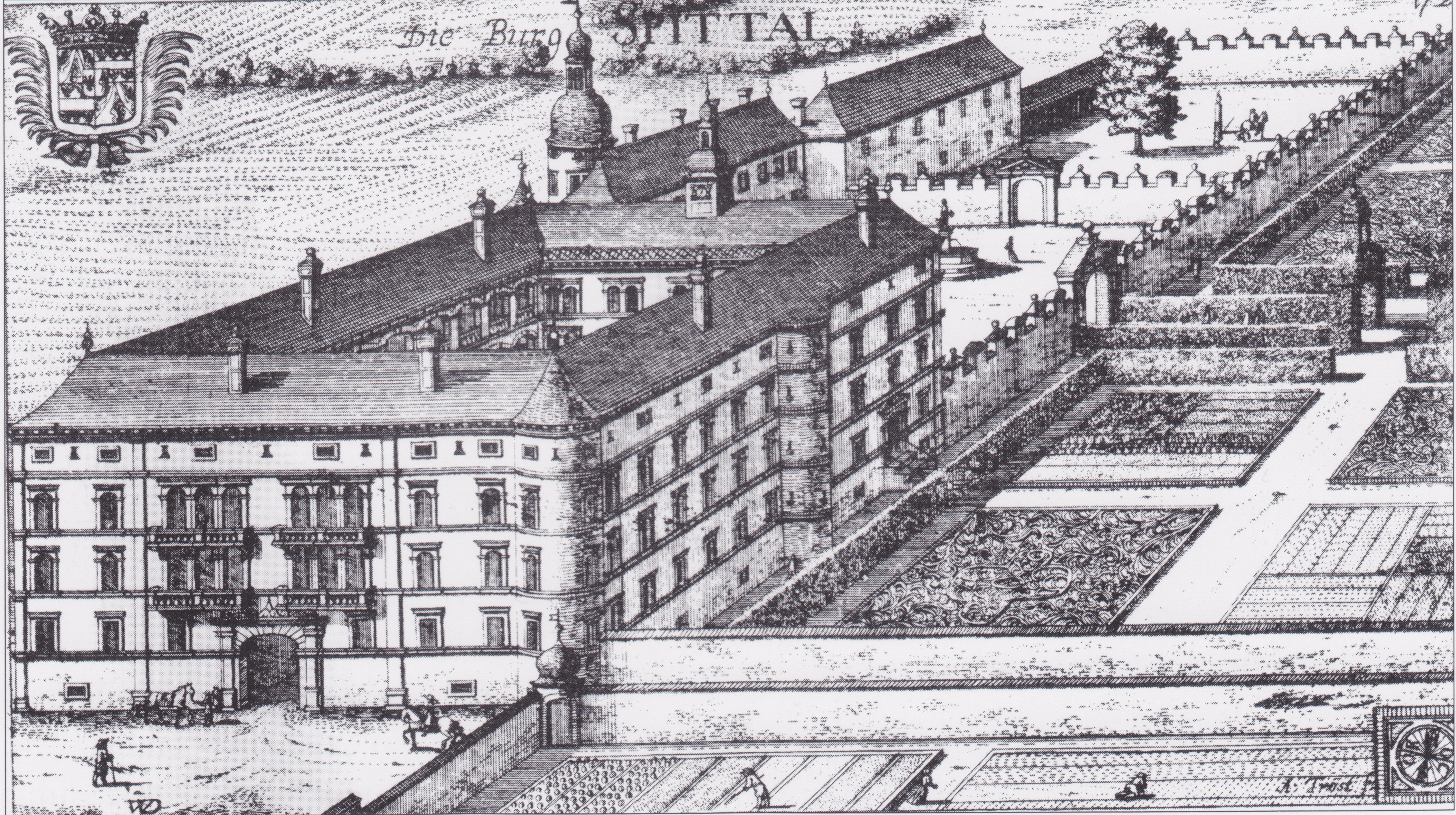
Castel Porcia, incisione su rame del 1688

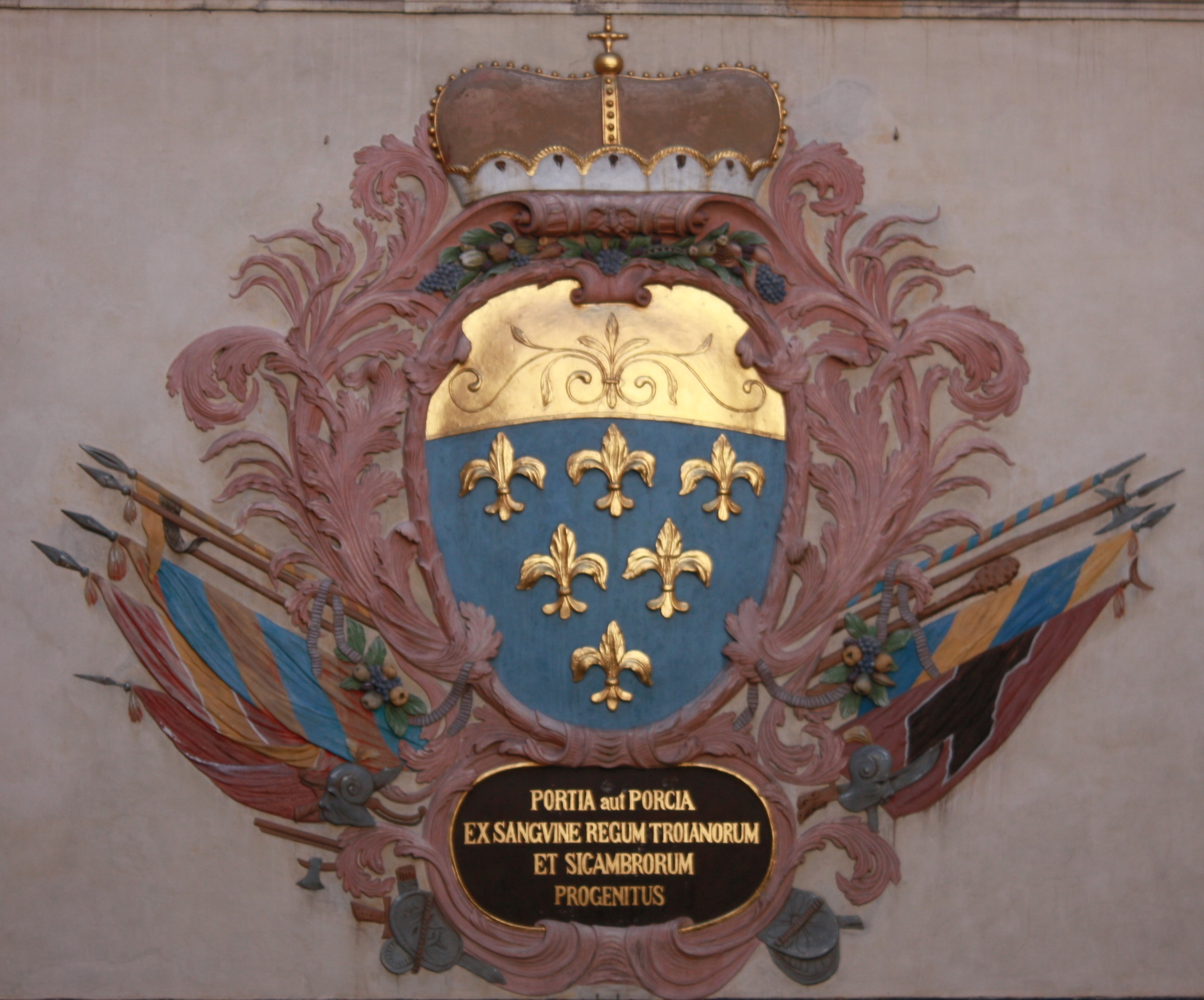
Stemma della famiglia Porcia

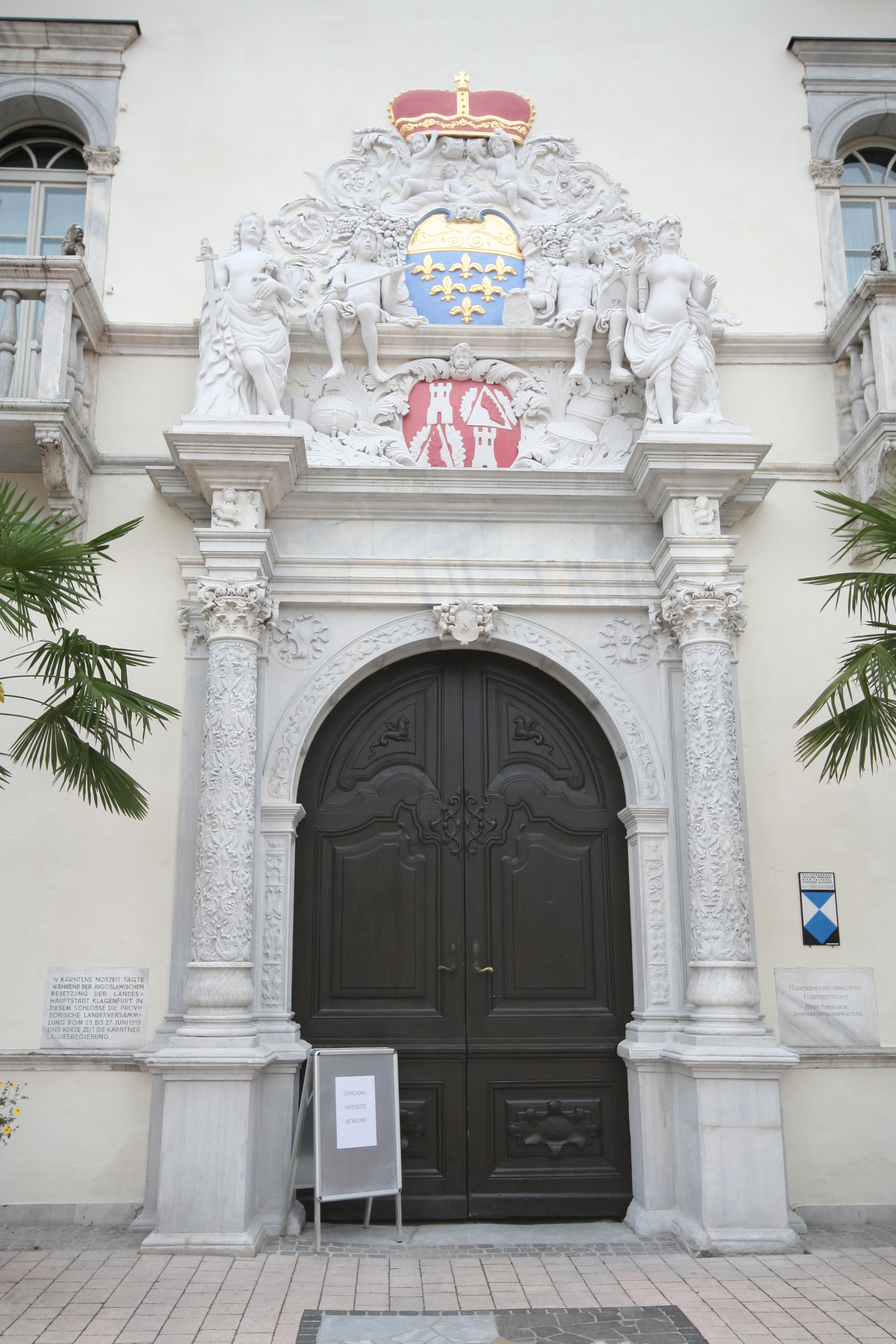
Monumentale portale di accesso principale

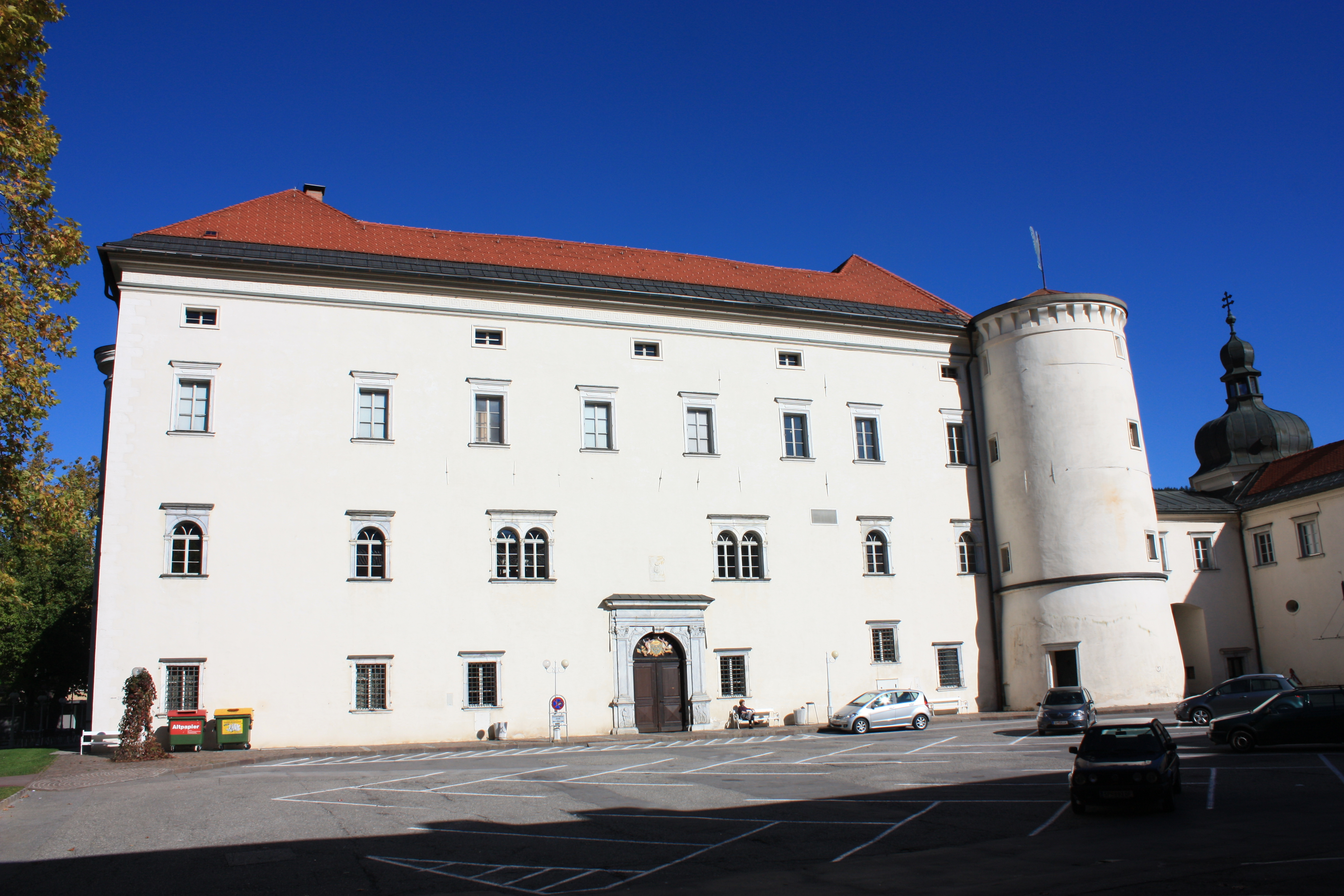
Facciata sud

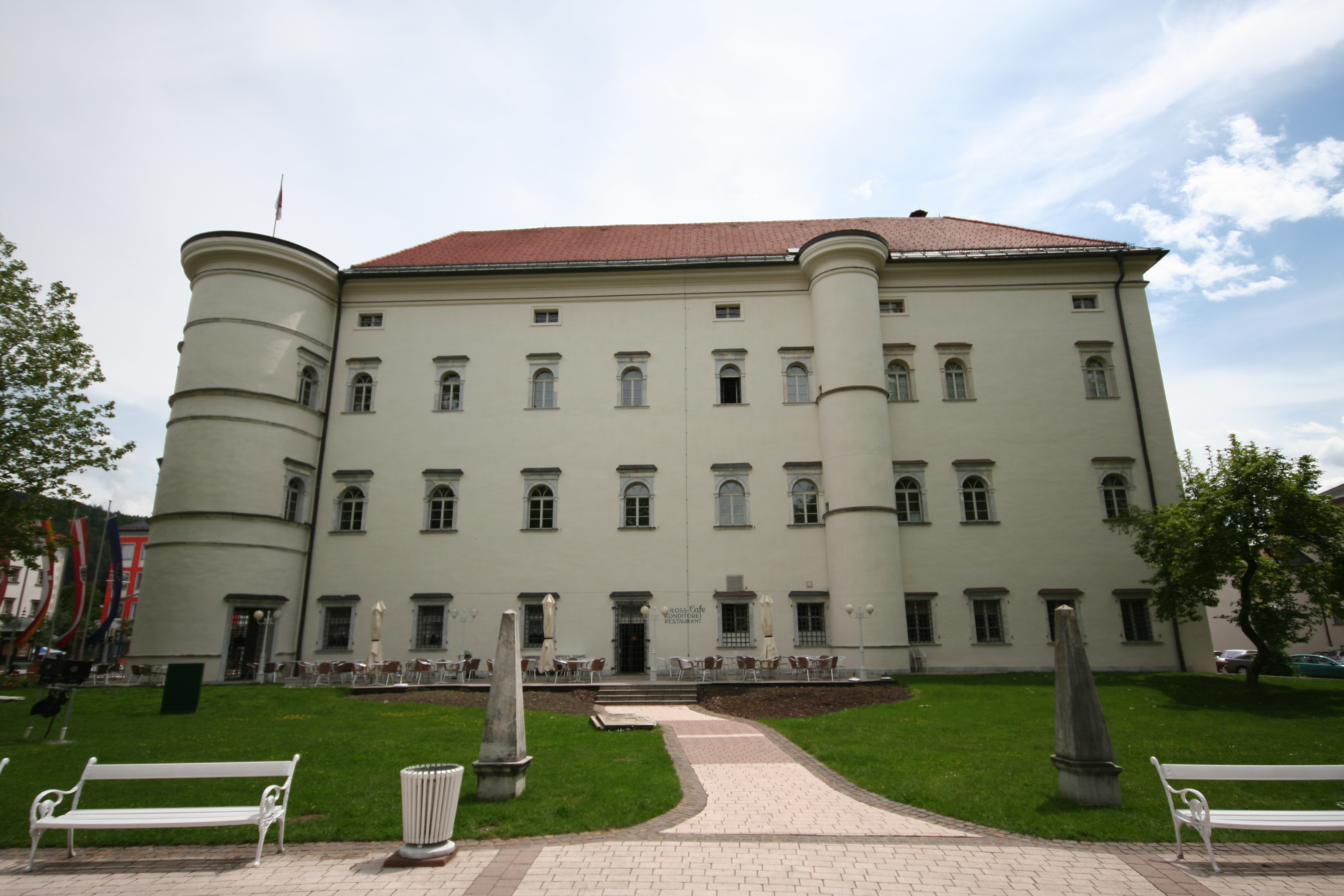
Facciata ovest

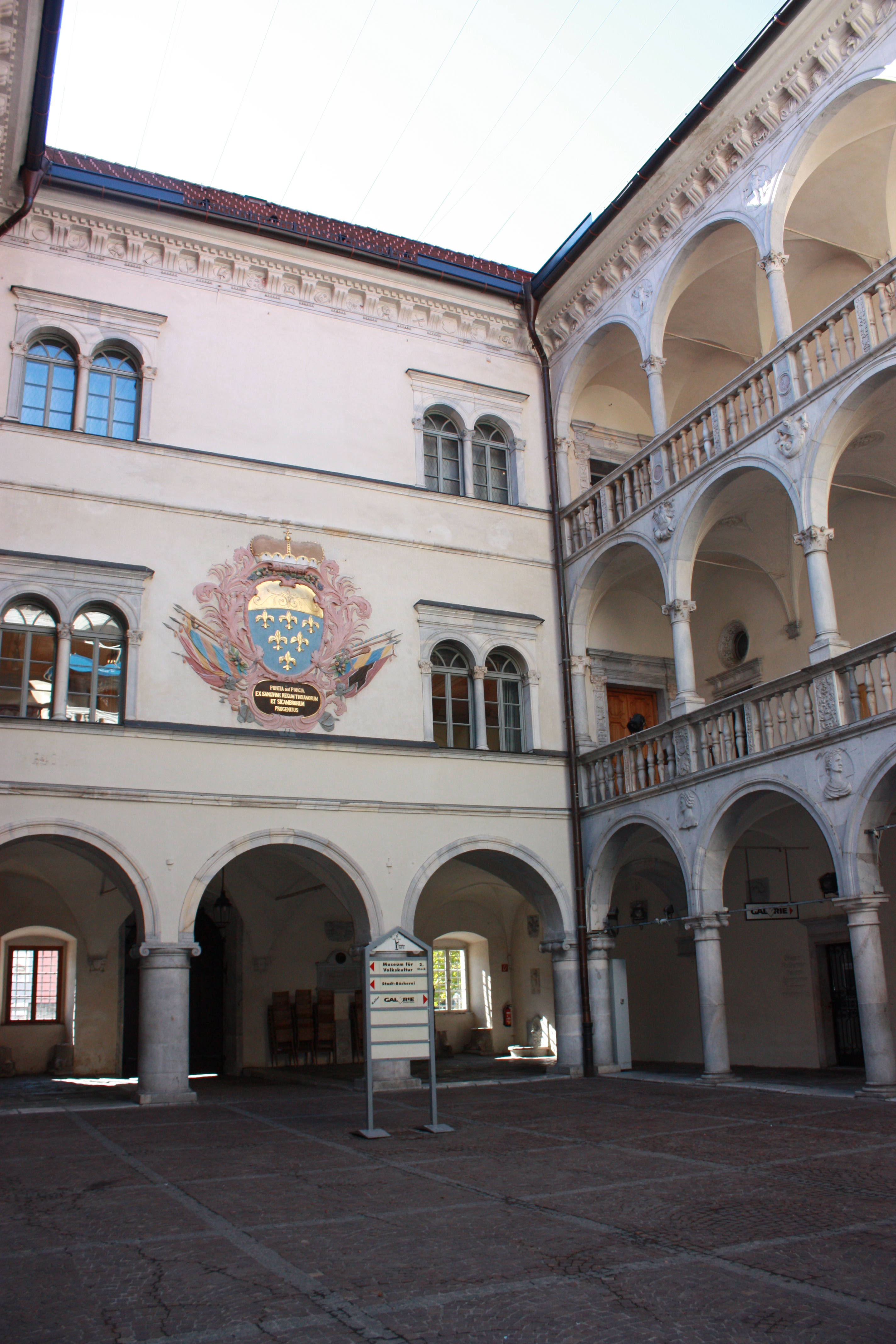
Grande cortile interno

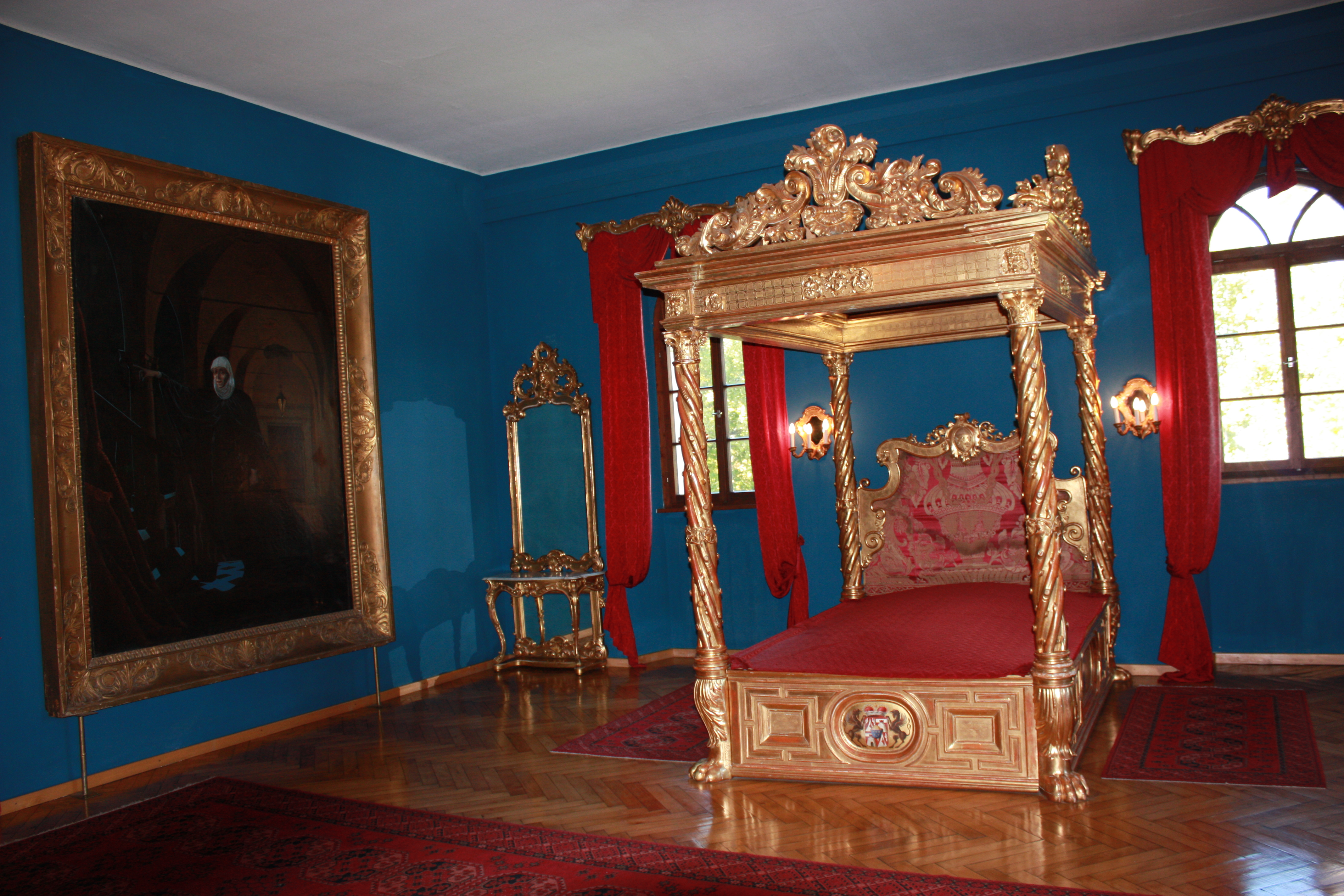
Interno dell'area museale, particolare

L'imperatore Carlo V cedette la Carinzia insieme alle altre province austriache al fratello arciduca Ferdinando I d'Asburgo. Ferdinando, che aveva trascorso gran parte della sua giovinezza in Spagna, portò con sé in Austria il suo segretario Gabriel von Salamanca-Ortenburg, lo nominò tesoriere generale e gli assegnò la contea di Ortenburg nel 1524. Salamanca attirò la benevolenza del suo signore imponendo sempre nuove tasse ma ancora di più l'odio della popolazione, tanto che Ferdinando finì per sollevarlo dalla carica di capo esattore delle imposte. In seguito, poiché il castello dove risiedeva era già in uno stato di decadenza, Salamanca fece costruire sullo stesso sito, nel 1533, un palazzo rinascimentale all'estremità occidentale della città mercato di Spittal, adeguato alla sua dignità. I lavori si protrassero per circa 70 anni, probabilmente divisi in più fasi: nel 1542 fu ultimato il piano terra, nel 1551 la sala nobiliare e nel 1597 il cantiere venne chiuso. La fine definitiva tuttavia vi fu soltanto quando anche il parco e i suoi edifici furono sistemati con Johann, figlio di Gabriel. Fu probabilmente un architetto italiano a progettare il castello e solo un monogramma su una colonna fa risalire al veneziano Vincenzo Scamozzi. Neu-Ortenburg, come all'epoca veniva chiamato Castel Porcia, era la sede amministrativa centrale dei possedimenti del conte che comprendevano 26 castelli in Carinzia, ma anche in Carniola e Gottschee. Con la morte nel 1639 del conte Georg von Ortenburg, nipote del costruttore, la famiglia Salamanca si estinse e la contea tornò all'imperatore Ferdinando III d'Asburgo che, un anno dopo, ne vendette il dominio a Martin Widmann, ricco mercante veneziano che venne contemporaneamente elevato al rango di conte. Nel 1662 Johann-Ferdinand von Porcia, originario di Pordenone in Friuli e principe dell'imperatore Leopoldo I, acquistò la contea. Nel 1797 le truppe d'invasione francesi in ritirata incendiarono Spittal e anche il castello, che all'epoca fungeva da ospedale militare, fu in gran parte distrutto. Nei successivi trent'anni venne restaurato e nel 1918 il maniero con la sua tenuta vennero acquistati dal Freiherr Robert Klinger von Klingerstorff. Quando Klagenfurt venne occupata dalle truppe dell'allora Regno dei Serbi, Croati e Sloveni, nel 1919, il governo regionale della Carinzia affittò per un breve periodo il castello. Nel 1930 il barone Klinger vendette l'edificio alla città di Spittal ma prima fece mettere all'asta tutto quanto conteneva, mobili, opere d'arte e ogni oggetto di valore. In tal modo il castello fu consegnato al comune praticamente vuoto. Dal 1945 al 1955, dopo la fine della seconda guerra mondiale, fu sede dell'amministrazione militare di occupazione britannica. Tra il 1974 e il 1978 l'edificio venne completamente restaurato e dagli anni ottanta del XX secolo anche il cortile interno è stato rimesso a nuovo e reso completamente agibile. Nel palazzo sono ospitati diversi uffici del comune e, al secondo piano, vi è la sede del museo di storia locale. Le ex sale di rappresentanza del castello sono diventate preziose per la possibilità che offrono di ospitare spesso mostre d'arte, concerti e balli. Nei mesi estivi il cortile rinascimentale ospita spettacoli teatrali.

## Descrizione
Castel Porcia si trova al centro dell'abitato del comune austriaco di Spittal an der Drau nell'omonimo distretto appartenente al Land della Carinzia. Rappresenta, dal punto di vista artistico, uno dei castelli più rappresentativi della Carinzia e uno degli edifici del primo Rinascimento più importanti fuori dall'Italia e il più italiano tra tutti i palazzi rinascimentali austriaci. Il castello ha pianta quasi quadrata e agli angoli sud-est e nord-ovest vi sono torri circolari. L'ingresso principale sulla facciata nord è un portale monumentale rinascimentale in marmo ricco di decorazioni posto tra due colonne con capitelli d'acanto e concluso da una struttura scultorea in stucco barocco. Sotto il copricapo principesco è conservato lo stemma dei principi di Porcia con sei gigli dorati, affiancati da due figure maschili sedute. Sotto questo stemma c'è quello della contea di Ortenburg. Sulle due colonne del portale si trovano due figure allegoriche femminili. Gli stucchi del cartiglio dello stemma furono eseguiti da Kilian Pittner nel 1703. Su entrambi i lati del portale si trovano balconi in pietra al primo e al secondo piano davanti a una finestra ad arco triplo binato, la cui parte centrale è disegnata come una porta. La facciata nord è divisa orizzontalmente da ampie fasce di cornicione. La struttura verticale è arricchita da due lesene continue. La facciata sud è più semplice e il portale decorato con colonne toscane e rilievi immette nel giardino del castello. La facciata ovest fu dipinta per il principe Ferdinando da Martin Ladinig con la tecnica dello sgraffito alla fine del XIX secolo. Per ripristinare lo stato originario, durante il restauro esterno degli anni sessanta del XX secolo, l'intera parete è stata intonacata di bianco. Il cortile interno rettangolare è la struttura maggiormente interessante e con i suoi portici ad arco ampio ricorda il tipico palazzo rinascimentale italiano. Quattro lati del cortile al piano terra e solo tre lati del cortile al secondo e terzo piano sono circondati da portici mentre una scala a doppia salita al piano terra forma un originale disegno ad angolo nella parete nord. Questa scala è chiusa al primo piano da un bellissimo cancello a traliccio del XVI secolo. Le colonne toscane dei portici del piano terra sono mantenute semplici, così come i loro capitelli. Le colonne dei piani superiori hanno capitelli corinzi più elaborati e sono decorati con divinità, teste di imperatori romani e figure allegoriche. Le basi dei pilastri e le cornici delle porte sono ricoperte di trofei, allegorie musicali e medaglioni.
Alcuni rilievi furono probabilmente acquistati da botteghe lombardo-fiorentine alla fine del XVI secolo e poi installati nell'edificio senza un progetto particolare. I portici dei piani superiori sono delimitati da balaustre con colonne dall'aspetto molto delicato. Le porte che conducono dai corridoi alle stanze sono decorate con piante e trofei e sono particolarmente elaborate. Sulle cornici delle porte e sulle finestre della parete esterna sono impressi gli stemmi del costruttore e delle sue due mogli. Sulla parete sud del cortile è presente un grande stemma della famiglia Porcia. Gli interni del castello sono molto più semplici del magnifico cortile. Nella parte anteriore si trova un ampio salone in ciascuno dei due piani superiori sopra l'ampio androne del piano terra. Prima dell'incendio del 1797, la Sala degli Antenati al primo piano aveva un soffitto in stucco, sostituito nel 1866 da un soffitto a cassettoni della sala capitolare dell'abbazia di Millstatt. Sotto il soffitto corre un fregio con ritratti, rappresentazioni allegoriche e stemmi. La Sala Ortenburg e la Wappensaal furono ristrutturate da Martin Ladinig nel 1897 e nel 1901. Al primo piano della torre angolare nord-ovest si trova un soffitto in marmo stuccato della fine del XVI secolo che raffigura scene tratte dalle Metamorfosi di Ovidio. Il cortile interno è liberamente accessibile. Il Museo della Cultura Popolare è visitabile negli orari di apertura.

### Bene architettonico tutelato
Castel Porcia è stato posto sotto tutela dei monumenti da parte della Repubblica austriaca col numero 34880.